# Bert Lipsham
Herbert Broughall Lipsham, né le 29 avril 1878 et mort le 23 mars 1932, était un footballeur professionnel anglais, qui a notamment remporté la FA Cup en 1902 avec Sheffield United.

## Carrière

### En club
Éduqué à la King's School de Chester, il était un ailier gauche qui marquait beaucoup. Jeune, il a commencé le football dans sa ville natale, au Chester St Oswald's. Il rejoint ensuite Chester City en 1895. Il était l'un des quatre frères Lipsham au club.
Après trois ans dans son club formateur, Lipsham rejoint en 1898 l'équipe de Crewe Alexandra. Il en profite pour signer un contrat professionnel. Il réussit de bonnes performances dès les premiers matchs, et beaucoup de clubs sont intéressés par son profil, notamment Derby County et Notts County.
Crewe n'avait pas l'intention de le lâcher, mais une grosse offre de Sheffield United ne pouvait pas être refusée. Il rejoint donc, en 1900, le nord de l'Angleterre. Il devient un membre précieux des Blades. C'était un jeune homme calme, discret et bien éduqué, ce qui plaisait au public. Il était célèbre pour ses qualités techniques, qui produisaient un grand nombre d'actions, et de buts. Les avant-centres l'adoraient. Lipsham était présent lors de la victoire en FA Cup des siens en 1902, contre Southampton. Il est à l'origine des deux buts de son équipe durant la finale, remportée 2-1, le 26 avril. Il est transféré en 1908 à Fulham.

### Internationale
Lipsham a vécu sa première et seule sélection le 3 mars 1902, à l'âge de 23 ans, lors d'une rencontre amicale contre le pays de Galles.

## Autre
Il avait un magasin de tabac au 142 Bramall Lane.
À la fin de sa carrière, il a été membre du premier comité de gestion de la Professional Footballers' Association. Plus tard, il a déménagé au Canada, où il était impliqué dans le développement du football.

## Récompenses
Sheffield United
- FA Cup : 1902
  - FA Cup finaliste : 1901